# Burni Patantualang
Burni Patantualang är ett berg i Indonesien.   Det ligger i provinsen Sumatera Utara, i den västra delen av landet, 1 500 km nordväst om huvudstaden Jakarta. Toppen på Burni Patantualang är 1 471 meter över havet, eller 99 meter över den omgivande terrängen. Bredden vid basen är 1,6 km.
Terrängen runt Burni Patantualang är kuperad åt nordväst, men åt sydost är den bergig. Trakten runt Burni Patantualang är nära nog obefolkad, med mindre än två invånare per kvadratkilometer. I omgivningarna runt Burni Patantualang växer i huvudsak städsegrön lövskog.